# Кловайняй

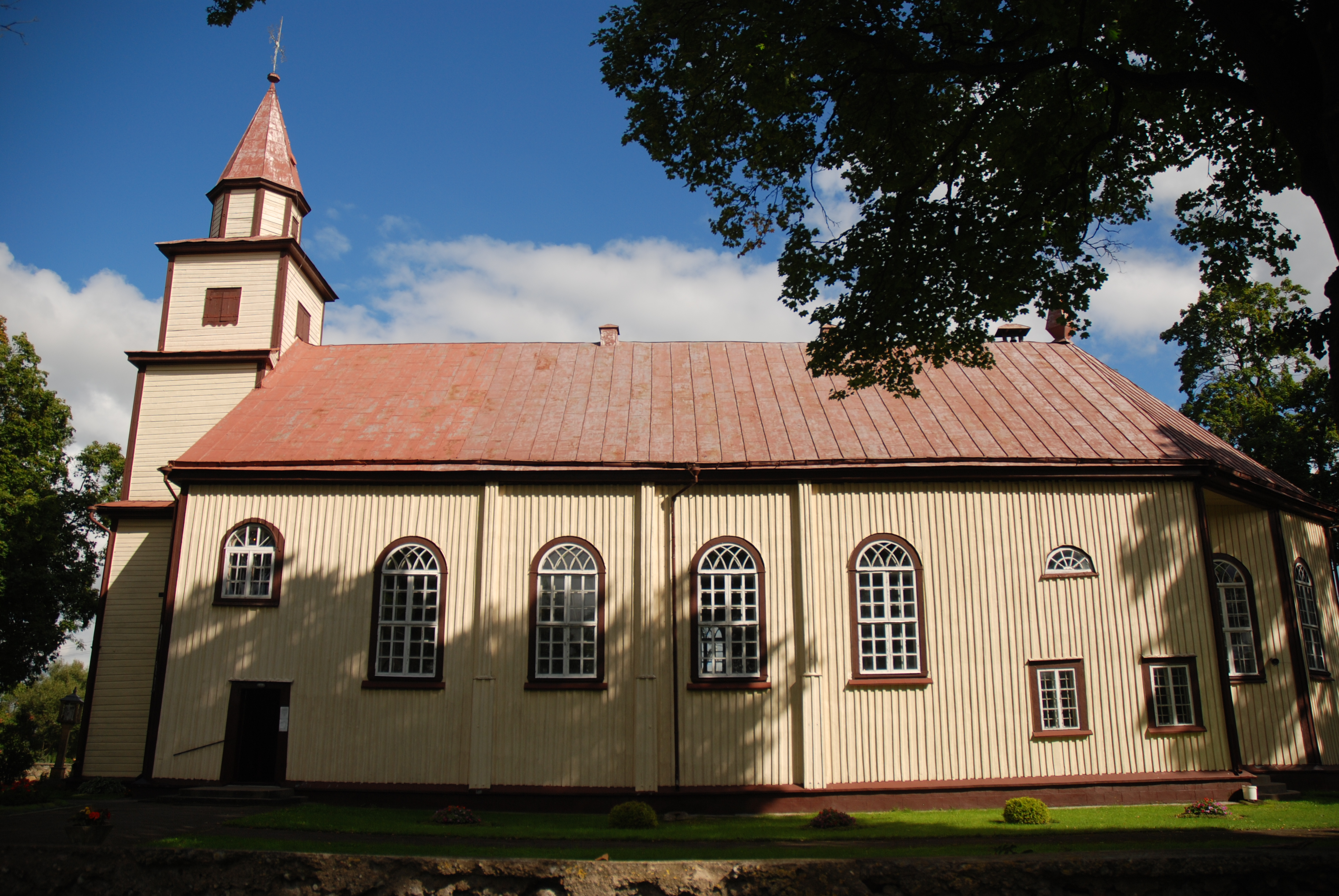
Католицький костел в міста Кловайняй

Кловайняй — місто в північній Литві, на момент 2021 року в населеному пункті жило 673 людей.

## Історія
Перші згадки з'явилися в 1621 році коли в місті було побудовано першу інфраструктуру і католицький костел.
У період з 1622 року до 1627 в поселені було відкрито парафіальну школу та агро-інфраструктуру.
Близько 19840 року у місті Кловайняй працював водний млин, десяток магазинів і пивоварня.
В 1864 році селяни з кількох кловайняйських дворів почали бунт, причиною цього стало обкладання великими податками зі сторони Російської Імперії.
Через це до міста було доправлено кілька підрозділів російської армії. Через 16 років на місто натрапила чергова катастрофа — пожежа що випалила велику кількість старих будинків і дворів.
Двадцяте сторіччя стало культурною епохою для міста, почали відкриватися школи та ліцеї.

Під час другої світової війни у період з 1941—1944 у Литві так само як і у Кловайняйні був розпочатий геноцид євреїв що значно скоротило населення міста і ближніх сіл.
Після другої світової війни місто перейшло під контроль СРСР після чого у місті відкрився колгосп і кілька державних підприємств, на піці розвитку у місті проживало 1031 осіб.
Після здобуття Литвою незалежності місто почало занепадати у зв'язку з тим що радянські підприємства не витримали умов ринкової економіки. 
В 1997 році указом президента Литовської Республіки було затверджено герб міста.

## Населення
| 1841 | 1865 | 1897 | 1902 | 1923 | 1959 | 1970 | 1978 | 1979 | 1985 | 1989 | 2001 | 2011 | 2021 |
| ---- | ---- | ---- | ---- | ---- | ---- | ---- | ---- | ---- | ---- | ---- | ---- | ---- | ---- |
| 388  | 498  | 726  | 508  | 886  | 405  | 484  | 649  | 634  | 874  | 1031 | 980  | 785  | 673  |